# St. Leonhard (Grünenbaindt)

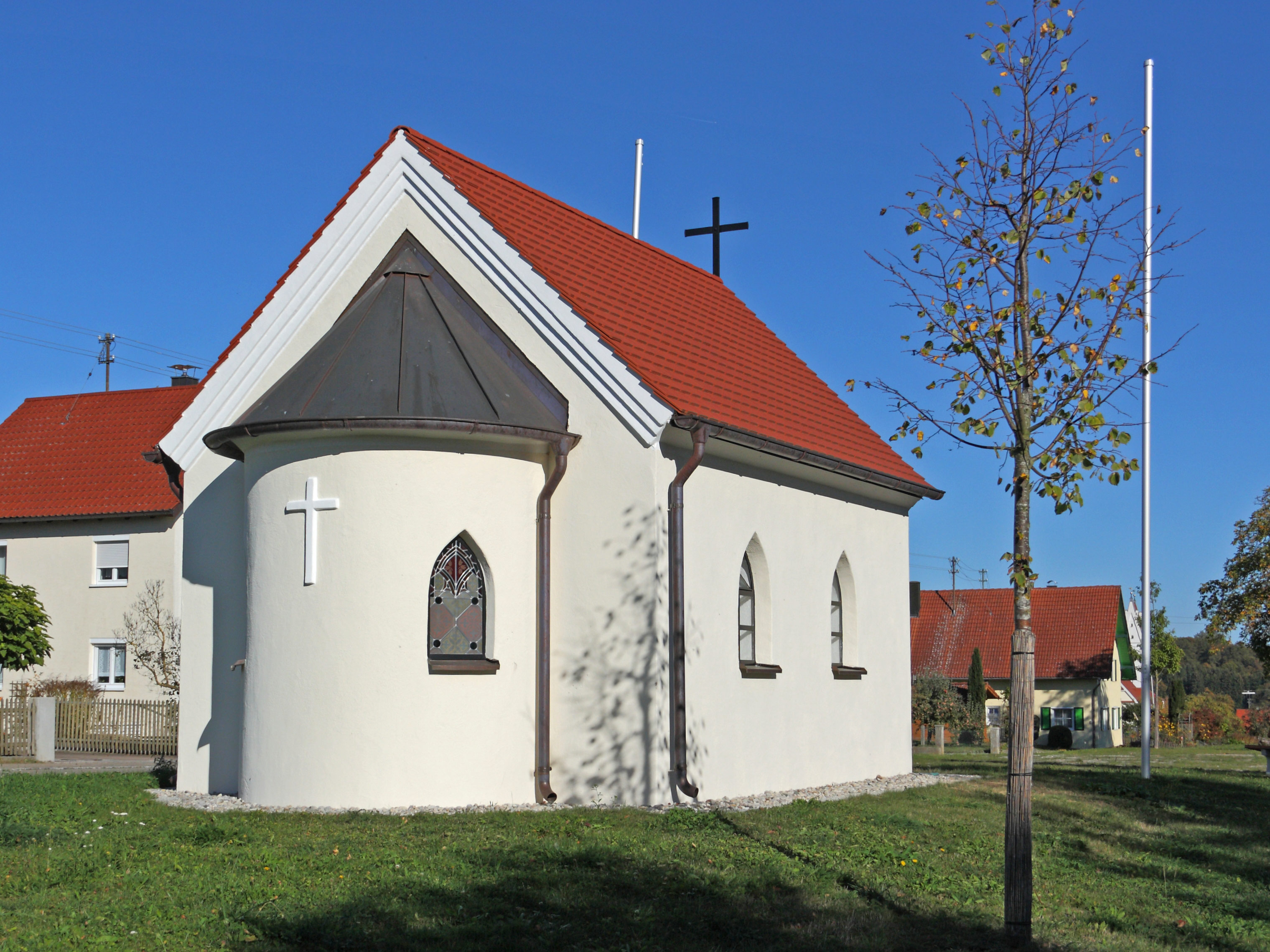
St. Leonhard in Grünenbaindt

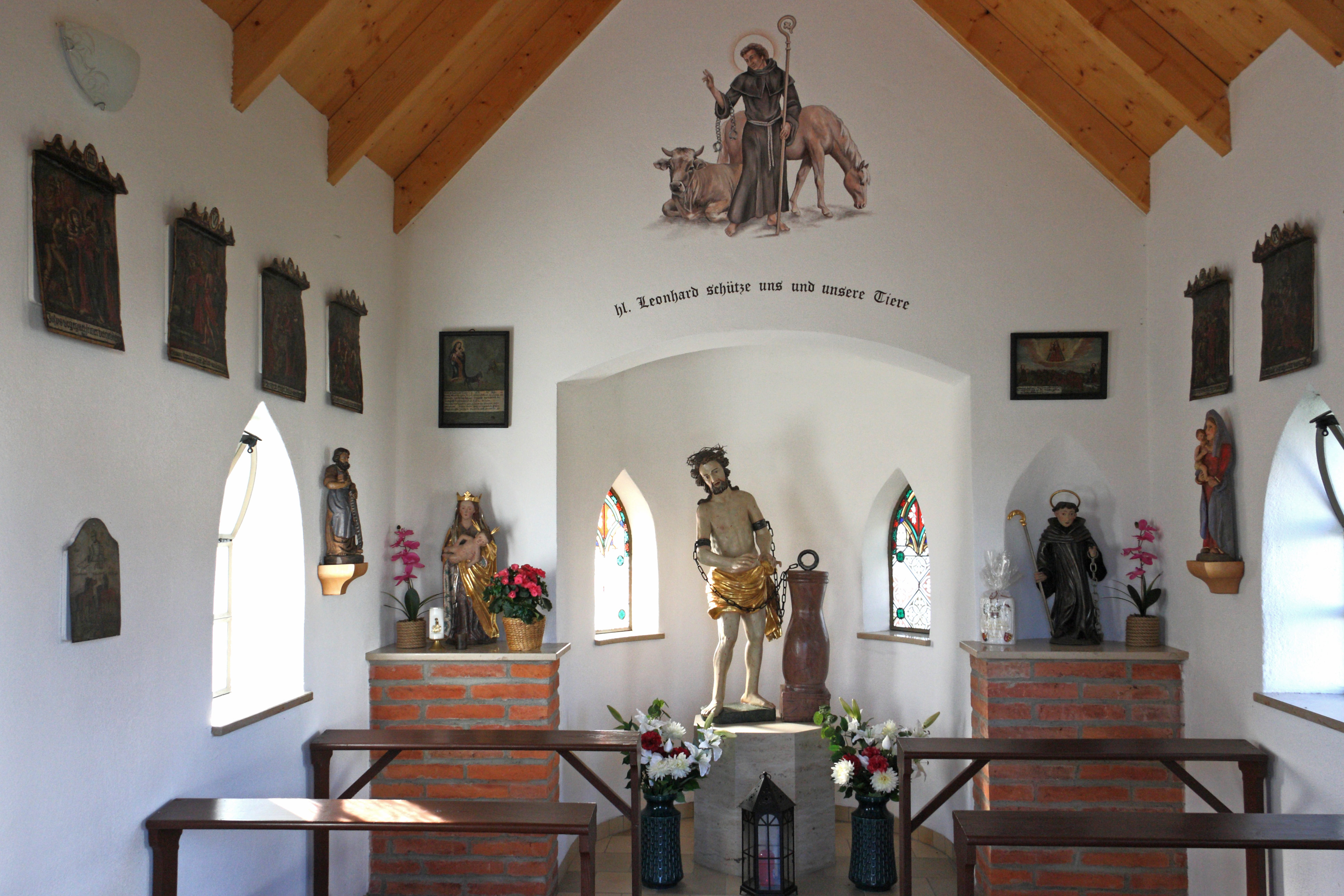
Innenraum

Die römisch-katholische Kapelle St. Leonhard steht in Grünenbaindt, einem Ortsteil von Dinkelscherben im Landkreis Augsburg von Bayern. Das Bauwerk ist in der Liste der Baudenkmäler in Dinkelscherben als Baudenkmal unter der Nr. D-7-72-131-30 eingetragen.

## Beschreibung
Die Kapelle wurde 2015/2016 neu errichtet, nachdem eine im Sturm umgestürzte Linde den 1767 erbauten Vorgängerbau zerstörte. Sie besteht aus einem Langhaus, das mit einem Satteldach bedeckt ist, und einer eingezogenen, halbrund geschlossenen Apsis im Westen. Mitte des 19. Jahrhunderts wurde die Kapelle nach Osten verlängert, um hinter dem Portal ein Vestibül einzurichten. Die Kapelle  wurde am 4. September 2016 geweiht.  
Der Innenraum des Langhauses ist mit einem offenen Sparrendach überspannt. Die Ausstattung des Vorgängerbaus hat dessen Einsturz nahezu schadensfrei überstanden.